# Róbert Pobožný
Róbert Pobožný (Tisovec, 30 mei 1890 - Rožňava, 9 juni 1972) was een rooms-katholieke priester, bisschop en apostolisch administrator van het bisdom Rožňava.

## Biografie

### Afkomst
Róbert Pobožný werd geboren als zoon van een metaalbewerker (Latijn: ferri fusor: "ijzersmelterij") met name: Benjamín Pobožný, en diens echtgenote, Mária Schmidt.

### Studie
Róbert voltooide zijn middelbare studies in Rožňava. Zoals vele student-priesters van zijn tijd, studeerde hij theologie aan het Pázmáneum in Wenen.

### Priester
Reeds in 1913 werd Róbert Pobožný in Rožňava priester gewijd. Twee jaar later, in 1915, behaalde hij in het Pázmáneum de titel van doctor in de theologie en beëindigde hij daar zijn studie.
Na het uiteenvallen van het Oostenrijks-Hongaarse Rijk en de daaropvolgende oprichting van Tsjecho-Slowakije nam Róbert Pobožný deel aan de onderhandelingen tussen de Tsjecho-Slowaakse regering en de Heilige Stoel. Het doel van dit overleg was het vinden van een oplossing voor de kerkelijke omstandigheden in Tsjecho-Slowakije. Pobožný was ook lid van de commissie die nadien het Modus vivendi-contract opstelde.

### Bisschop
Als gevolg van de dood van bisschop Michal Bubnič, op 22 februari 1945, koos het collegiaal kapittel van het bisdom Rožňava priester Pobožný als plaatsvervanger voor de overleden bisschop.
Mede wegens Pobožný's ervaring in de onderhandelingen tussen het Vaticaan en de Tsjecho-Slowaakse staat, nam Pobožný  namens de Slowaakse bisschoppen, anno 1948 in Praag deel aan een conferentie met het Centraal Comité van het Nationaal Front.
Op 22 juni 1949 benoemde paus Pius XII hem tot titulair bisschop van Neila (Latijn: Neilenus). De wijding geschiedde op 14 augustus 1949 in Trnava onder leiding van Josef Matocha (°1888 - † 1961), aartsbisschop van Olomouc.
Nadat de communistische regering priesterseminaries en religieuze ordes met dwang had ontbonden, wijdde bisschop Pobožný niettemin in het geheim verscheidene priesters. De meest opmerkelijke wijding was die van Pavol Hnilica S.J. (°1921 - † 2006), eerst als priester en vervolgens op 2 januari 1951 als bisschop. Ingevolge de geheimhouding van religieuze activiteiten in die periode, vond deze wijding plaats zonder medeweten van het Vaticaan, maar ze werd later zonder enig voorbehoud door de Heilige Stoel aanvaard.
Geleidelijk isoleerde de staat bisschop Pobožný volledig van de priesters en de gelovigen, en hij was in feite een gevangene onder huisarrest in de bisschoppelijke residentie. In de episode van 1953 tot 1956 werd hij, samen met andere Tsjecho-Slowaakse bisschoppen, geïnterneerd in Myštěves bij Nový Bydžov en vervolgens in Roželov (Hvožďany).
Met uitzondering van een kort verblijf in Gelnica als aalmoezenier en een gedwongen verblijf in isolatie in Midden-Bohemen (circa 1950), werkte hij doorlopend in verscheidene hoedanigheden op het bisschopsambt in Rožňava.
In de jaren 1963-1965 nam Róbert Pobožný deel aan het Tweede Vaticaans Concilie, met uitzondering van de eerste zitting. Tijdens zijn verblijf in Rome bracht hij paus Paulus VI schriftelijk op de hoogte van de geheime bisschopswijding van Pavol Hnilic S.J.. De paus bevestigde vervolgens deze wijding.
In de jaren 1965–1969 droeg Róbert Pobožný -als voorzitter van de Slowaakse Liturgische Commissie- aanzienlijk bij tot de introductie van de vernieuwde ritus voor de erediensten die op zondag, 30 november 1969, definitief werd ingevoerd.
Róbert Pobožný leidde het bisdom als apostolisch administrator tot aan zijn dood en werd nooit officieel benoemd als bisschop van Rožňava.

### Overlijden
Hij overleed in Rožňava op 9 juni 1972. Na zijn dood bleef de bisschopszetel vacant tot 1990, toen Eduard Kojnok als nieuwe bisschop werd aangesteld.